# Entenza House
Das Entenza House (Case Study House Nr. 9) ist ein Wohnhaus in Pacific Palisades, Los Angeles, das von den Architekten Charles Eames, Ray Eames und Eero Saarinen 1949 im Rahmen des Case-Study-Houses-Programms entworfen wurde. Der Auftraggeber war John Entenza, Redakteur und Herausgeber von Arts & Architecture und Veranstalter des Case Study Programms.

## Entwurf
Das Gebäude teilte sich ein Baugrundstück mit dem im gleichen Jahr erbauten Eames House, dem privaten Wohnhaus von Charles Eames und seiner Frau Ray. Von dem etwa 40 Meter südwestlich gelegenen Nachbargebäude wird das Entenza House durch einen aufgeschütteten und bepflanzten Erdwall getrennt. Bei beiden Häusern wurden die gleichen Bautechniken verwendet – jeweils Stahlrahmen. Die architektonische Gestaltung unterscheidet sich jedoch. Während das Eames House zwei Stockwerke hat, strebt das Entenza House in die horizontale und entspricht einem Bungalow. Beschrieben wird dies mit: „technological twins but architectural opposites… a tendinous web… a solid shell“.
Das Haus hat einen etwa quadratischen Grundriss, Eingang und Garageneinfahrt sind an der Nordseite. neben der Garage liegt ein Hauswirtschaftsraum (Nordwestecke), der auch von der Küche über eine Tür zugänglich ist. Der Wohnbereich an der Südseite ist von der Küche (im Südwesten) durch eine nicht bis zur Decke reichende feste Wand und eine Faltwand abgetrennt und hat eine über die ganze Hausbreite reichende Fensterfront. In ihm befindet sich in einem etwas abgesenkten Bereich ein Kamin und eine Sitzgruppe. Außerdem gibt es zwei Schlafzimmer (Osten und Nordosten), von denen eines über eine Schiebewand mit dem Wohnbereich verbunden werden kann, und die jeweils ein eigenes Bad haben. Im inneren Bereich des Hauses liegt ein Büroraum, der gemäß dem Wunsch von Entenza fensterlos ist, damit er ablenkungsfrei arbeiten konnte.

## Nutzung
John Entenza nutzte das Haus nur kurz. Die späteren Besitzer bauten es mehrfach um, entfernten ursprüngliche Details und fügten neue ein, die nicht in das Gesamtkonzept von Eames und Saarinen passten. Nach einem Verkauf um 1,6 Mio. US-Dollar 1991 restaurierte der Architekt Barry Berkus das Haus und stellte die ursprüngliche Form wieder her. Zusätzlich baute Berkus südöstlich zum Entenza House ein weiteres Wohnhaus, mit dem das Entenza House durch einen Laubengang verbunden ist. Das Entenza House dient seither als Gästehaus des Anwesens. 2008 wurde das gesamte Anwesen um 14 Mio. US-Dollar angeboten.